# Hermann Nuber
Hermann Nuber (Offenbach del Meno, Alemania nazi; 10 de octubre de 1935 – Offenbach del Meno, Alemania; 12 de diciembre de 2022) fue un futbolista y entrenador de fútbol alemán que jugaba en las posiciones de líbero y delantero.

## Carrera

### Club
Jugó toda su carrera con el Kickers Offenbach de 1953 a 1971 con quien disputó 408 partidos y anotó 164 goles, haciendo su debut en un partido de la Copa de Alemania 1952-53 ante el Wormatia Worms. Fue subcampeón nacional en 1959 perdiendo ante el Eintracht Frankfurt y en 1968 fue finalista para el premio de futbolista alemán del año, que terminó perdiendo ante Franz Beckenbauer.

### Selección nacional
Formó parte de la lista de jugadores de Alemania Federal para la Copa Mundial de Fútbol de 1958 celebrada en Suecia pero fue uno de los cuatro jugadores de la lista que no hicieron el viaje esperando ser llamados. No llegó a jugar ningún partido con la selección nacional.

### Entrenador
Fue dos veces entrenador interino del Kickers Offenbach en 1984, el último año que el club ha jugado en la Bundesliga de Alemania hasta el momento.

## Legado
Actualmente hay un busto de bronce en el Bieberer Berg Stadion, la sede del Kickers Offenbach, cuando cumplío 60 años de edad en 1995. En el verano de 2022 uno de las graderías del estadio fue bautizada como Hermann-Nuber-Tribüne en su honor, y antes de su muerte es considerado como el jugador más popular en la historia del club.